# Brabantpoort (Gent)
De Brabantpoort ook Braempoort genoemd, was een stadspoort in de Belgische stad Gent. 
De Brabantpoort stond op de Brabantdam, vlak bij de Schelde, en maakte deel uit van de middeleeuwse stadsomwalling die in de 12e en 13e eeuw ontstond. Ze werd voor het eerst vermeld in een oorkonde uit 1199 en ook Braempoort genoemd naar een belangrijke familie die dichtbij woonde. De Braemgaten verwijzen naar de nog steeds bestaande watermolenbrug over de Schelde, vlak bij de poort. De watermolen brak men in 1884 af.
De Brabantpoort gaf toegang tot Gent vanaf Brabant in het zuidoosten. Enkele straatnamen in Gent en Gentbrugge heten dan ook Brusselsepoortstraat, Brusselsesteenweg en Oude Brusselse Weg. Keizer Karel gaf, na het beteugelen van de Gentse Opstand in 1540 het bevel om de poort af te breken. De poort had toen de taak om tol te heffen verloren door de uitbreiding van de stad. Ze verdween gedeeltelijk in 1562 en volledig in 1779.